# Fredrik Widigs
Fredrik Widigs (ur. 25 lipca 1988 w Sztokholmie) – szwedzki perkusista, a także producent muzyczny i inżynier dźwięku. Członek zespołów Bodysnatch, Rage Nucléaire, Repulsive Dissection, Soils of Fate oraz The Ugly. W 2013 roku jako muzyk koncertowy dołączył do blackmetalowej formacji Marduk. Rok później został oficjalnym członkiem zespołu.
Jako muzyk sesyjny i koncertowy współpracował z takimi zespołami jak: Astrophobos, Witchery, Desultor, Deuteronomy, Entrails, Evil Wrath, Flesh Throne, Hyperborean, Kraanium, Propagator oraz Thousand Year War.
Muzyk jest endorserem instrumentów firm Tama, Pro-Mark, JTS, Evans oraz Meinl.

## Wybrana dyskografia
- Repulsive Dissection - Murder-Suicide (2008, Imbecil Entertainment)[4]
- Vomitous - Surgical Abominations of Disfigurement (EP, 2010, Sevared Records)[5]
- Entrails - Tales from the Morgue (2010, F.D.A. Rekotz)[6]
- Angrepp - Warfare (2010, Abyss Records)[7]
- Rage Nucléaire - Unrelenting Fucking Hatred (2012, Season of Mist)[8]
- Soils of Fate - Thin the Herd (2014, Permeated Records)[9]
- Marduk - Frontschwein (2015, Century Media Records)[10]